# Барре, Жанна
Жанна Барре́ (фр. Jeanne Barret; 27 июля 1740 — 5 августа 1807) — французская путешественница, первая женщина, совершившая кругосветное путешествие.

## Путешествие
В 1766 г. она, переодевшись мужчиной и называя себя Жаном Барре, нанялась слугой к известному французскому ботанику Филиберу Коммерсону, который вскоре после этого должен был отправиться в кругосветное путешествие с экспедицией Бугенвиля. В ходе экспедиции Барре проявляла необычайную храбрость, а к тому же и определённые познания в ботанике, помогая Коммерсону.
По одной из версий, тайна Барре оставалась не раскрытой вплоть до острова Таити, где в ней угадали женщину туземцы. По другой версии, Коммерсон знал правду о своём помощнике с самого начала и взял Барре с собой в роли любовницы, а разоблачена она была корабельным врачом.
Так или иначе, как записал Бугенвиль в корабельном журнале, после разоблачения было нелегко удерживать матросов от покушений на честь и достоинство обнаружившейся на борту женщины. Вероятно, поэтому Барре всё-таки высадили на острове Маврикий, и во Францию она вернулась только несколько лет спустя уже на другом судне. 
На Маврикии она оставалась ассистенткой Коммерсона (его старый друг и коллега Пьер Пуавр был интендантом острова) до его смерти в 1773 году. Она открыла там таверну, а затем вышла за французского военнослужащего, с которым и вернулась в свою родную деревню Сент-Олей, таким образом завершив своё кругосветное плавание.
В её честь 26 апреля 2018 года названы горы (Baret Montes) на Плутоне.